# Erucius (aanklager)
Gaius Erucius was een Romeins aanklager rond 80 v.Chr.. Hij staat vooral bekend als aanklager van Sextus Roscius, die door hem werd beschuldigd van vadermoord. De verdediger van de aangeklaagde was Cicero, die de zaak hoogstwaarschijnlijk won. Erucius wist de straf voor het bewust onterecht aanklagen te vermijden. Deze straf bestond uit het brandmerken/tatoeëren op het voorhoofd met de letter K (van Kalumniator).
Erucius had geen wettelijke vader, omdat zijn vader getrouwd was met een vrijgelatene slaaf, terwijl dit niet mocht.